# Mạc Đức Việt Anh
Mạc Đức Việt Anh (sinh ngày 22 tháng 8 năm 1997) là cầu thủ bóng đá người Việt Nam thi đấu ở vị trí hậu vệ cho câu lạc bộ Quảng Nam.

## Tiểu sử
Mạc Đức Việt Anh sinh năm 1997, quê ở tỉnh Hải Dương.

## Sự nghiệp câu lạc bộ
Việt Anh là học viên khóa 1 của PVF. Anh là mẫu hậu vệ đa năng khi vừa có thể hoàn thành tốt nhiệm vụ chơi trung vệ vừa có thể dạt ra biên khi cần thiết. Năm 2016, anh thi đấu cho câu lạc bộ Than Quảng Ninh dưới dạng cho mượn.
Cuối năm 2020, SHB Đà Nẵng đã đồng ý cho Phố Hiến mượn Mạc Đức Việt Anh trong thời gian 1 năm.

## Sự nghiệp quốc tế
Tại Vòng chung kết giải U-19 châu Á 2016, anh đã thi đấu rất tốt khi được huấn luyện viên Hoàng Anh Tuấn giao trọng trách, đặc biệt ở trận quyết định gặp chủ nhà U-19 Bahrain, Việt Anh đã hoàn thành xuất sắc nhiệm vụ hậu vệ biên phải, góp phần cùng U-19 Việt Nam giành vé dự FIFA U-20 Wolrd Cup 2017.

## Thành tích

### Câu lạc bộ
PVF
- Giải bóng đá thiếu niên toàn quốc: 2010
- Giải bóng đá U-15 quốc gia: 2012
- Giải bóng đá U-17 quốc gia: 2014
- Giải bóng đá Vô địch U-19 Quốc gia: 2015

Than Quảng Ninh
- Cúp quốc gia: 2016

### Quốc tế
U-19 Việt Nam
- Á quân giải vô địch U19 Đông Nam Á năm 2015
- Hạng Ba giải vô địch U19 Đông Nam Á năm 2016
- Hạng Ba giải bóng đá U21 Nations Cup Malaysia năm 2016
- Vô địch giải tứ hùng U19 KBZ Bank Cup năm 2016
- Hạng Ba giải vô địch U19 Châu Á năm 2016 và giành vé dự U20 World Cup 2017